# Prosoparia funerea
Prosoparia funerea är en fjärilsart som beskrevs av William Schaus 1904. Prosoparia funerea ingår i släktet Prosoparia och familjen nattflyn. Inga underarter finns listade i Catalogue of Life.